# Expressionismus (Architektur)

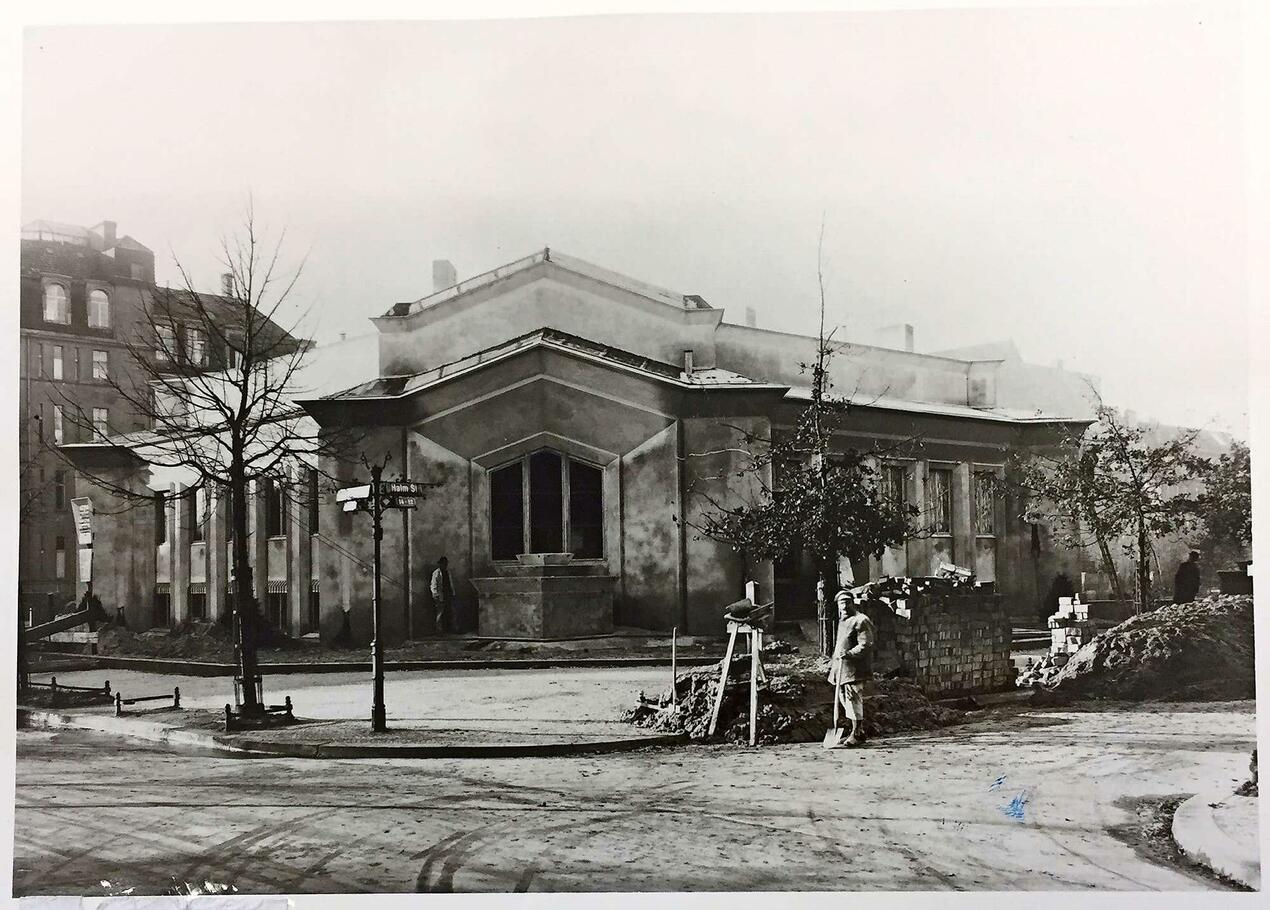
Die expressionistische Fassade des 1922 von Franz Hoffmann, Hans und Wassili Luckhardt entworfenen Haus Buchthal in Berlin-Westend bestand nur bis zum Umbau des Gebäudes zu einem weißen Kubus im Stil der Neuen Sachlichkeit durch Ernst L. Freud

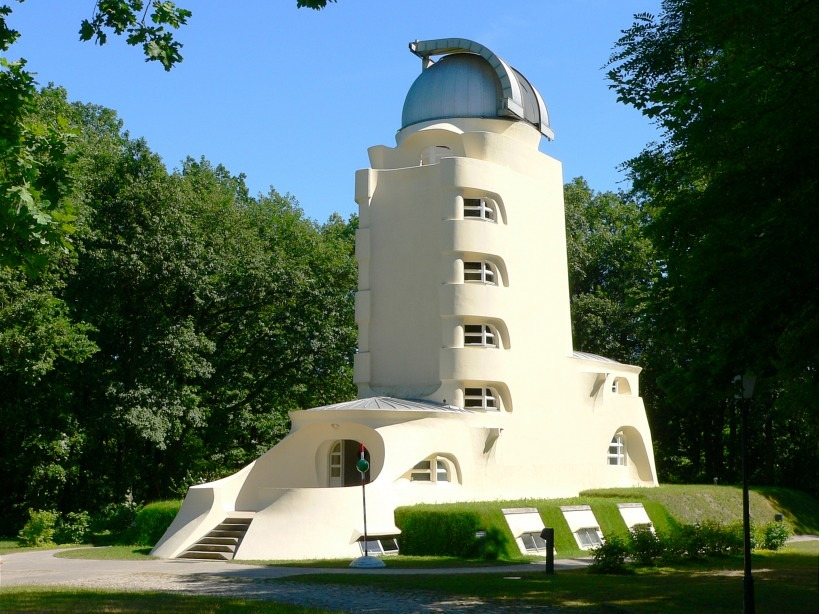
Einsteinturm in Potsdam-Babelsberg (von Erich Mendelsohn, 1921)

Expressionistische Architektur ist ein fast ausschließlich in Deutschland in der Zeit vom Ende des Ersten Weltkrieges bis Ende der 1920er Jahre praktizierter Architekturstil.
Zum ersten Mal hatte 1913 Adolf Behne die Architektur Bruno Tauts in der Zeitschrift Pan mit der aktuellen Entwicklung der Malerei verglichen und sie dem innersten Sinn nach „expressionistisch“ genannt. Viele der Architekten waren seit 1907 im Deutschen Werkbund aktiv und vom Jugendstil geprägt, die meisten wandten sich später dem Neuen Bauen zu.
Eine vor allem in Norddeutschland verbreitete Sonderform ist der Backsteinexpressionismus.

## Kennzeichen

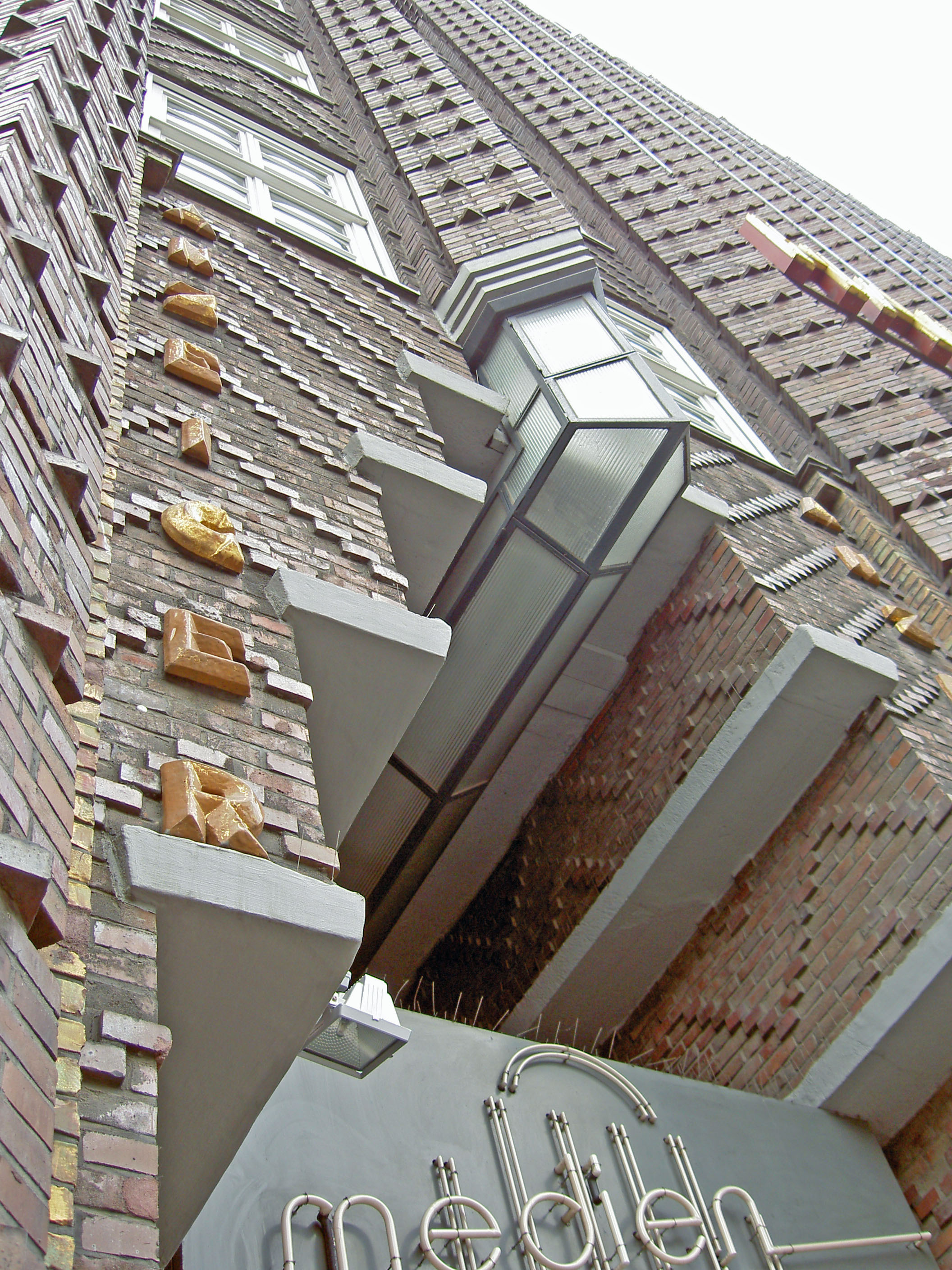
Details der Fassade vom Anzeiger-Hochhaus in Hannover (Fritz Höger, 1928)

Im Gegensatz zur reduzierten Formensprache der Neuen Sachlichkeit nutzte die expressionistische Architektur runde und gezackte Formen. Die besondere Plastizität der Bauten beruht auf dem Einfluss der Kunst, insbesondere der Bildhauerei, wie vom Arbeitsrat für Kunst propagiert und betont handwerkliche Bauverfahren.
Backsteinbauten sind besonders typisch für die expressionistische Architektur. Darüber hinaus wurde auch mit Beton gearbeitet. Mit dem um 1920 noch recht neuen Baumaterial wurde in allen Stilrichtungen der Zeit experimentiert. Dem Expressionismus kamen besonders die Möglichkeiten geschwungener Formen entgegen. Auch der Einsteinturm in Potsdam vermittelt den Eindruck, aus Beton geformt zu sein und war so auch geplant. Tatsächlich wurde er aber gemauert und dann verputzt – wahrscheinlich machte die Verschaltechnik noch zu große Probleme.
Auffällig ist der Hang zum Gesamtkunstwerk in fast allen Bauten und Inneneinrichtungen. Häufig wurden auch Skulpturen, insbesondere als Relief, in die Architektur einbezogen. Auch der junge Film bot Raum für Architekturphantasien, so baute Hans Poelzig 1920 die Filmarchitektur für „Der Golem, wie er in die Welt kam“. Viele expressionistische Entwürfe blieben aber ungebaute Utopie.

## Architekten und Bauwerke

### Deutschland

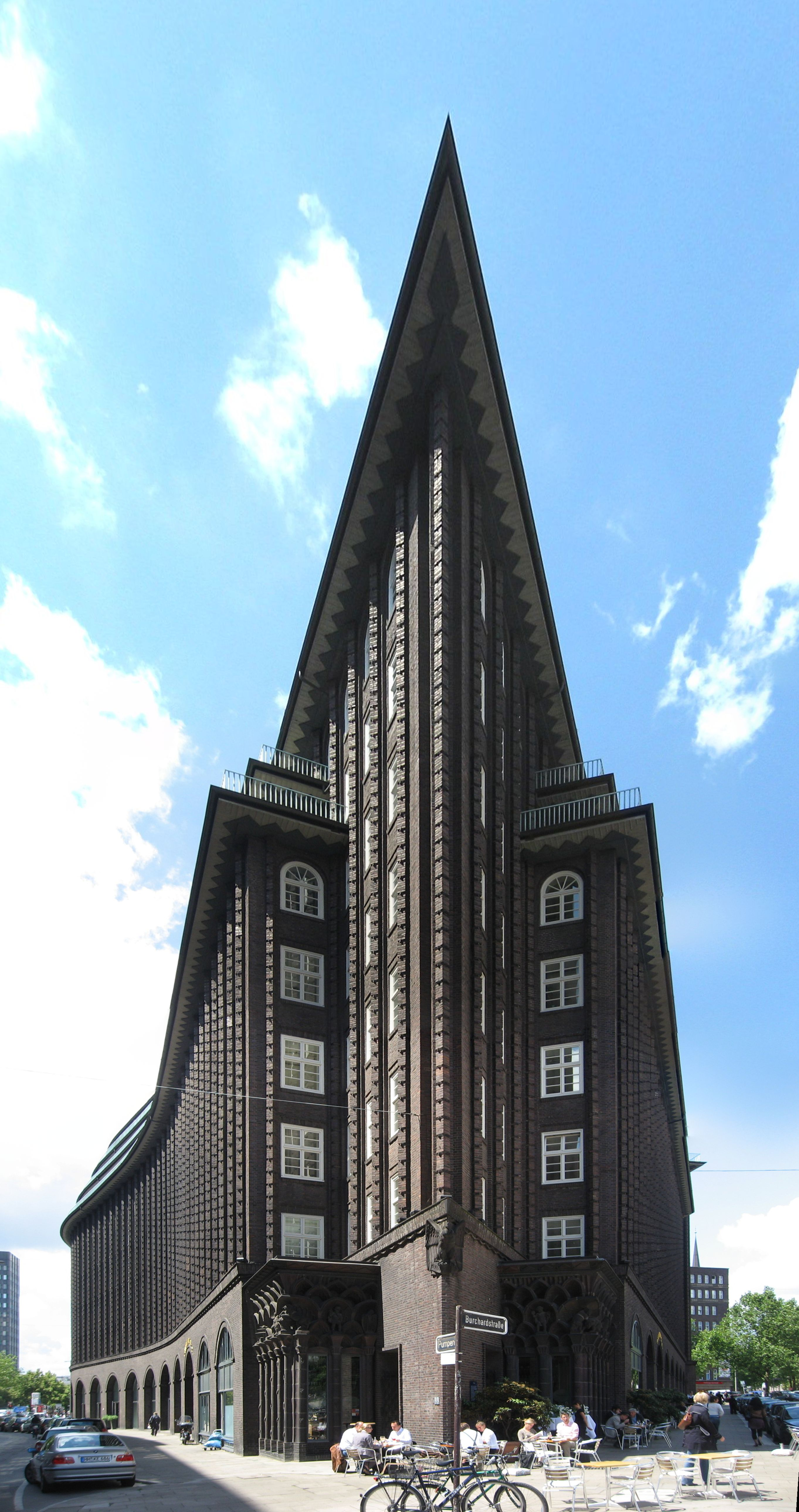
Chilehaus in Hamburg (2009)

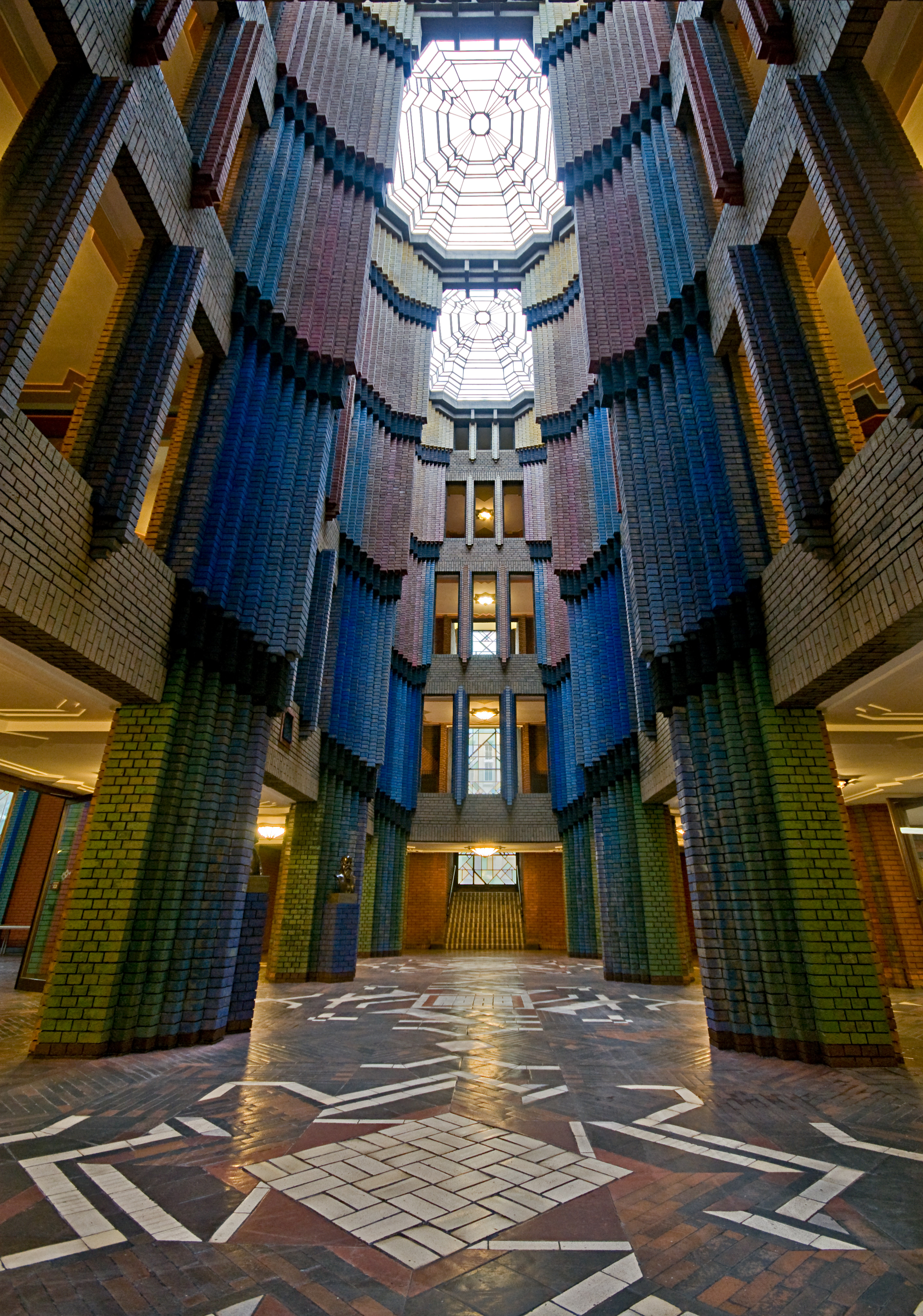
Im Frankfurter Behrensbau (2011)

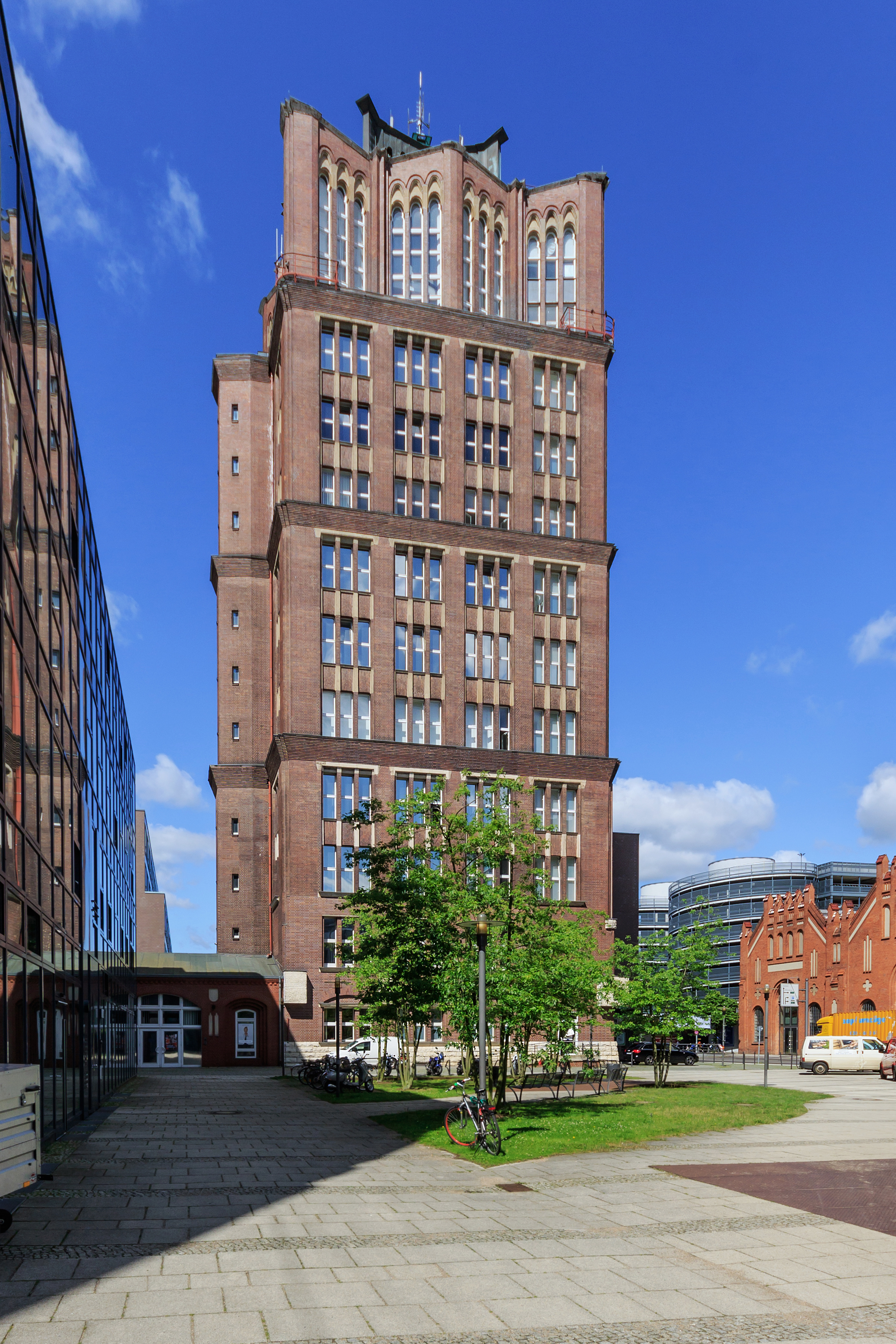
Borsigturm in Berlin-Tegel (2017)

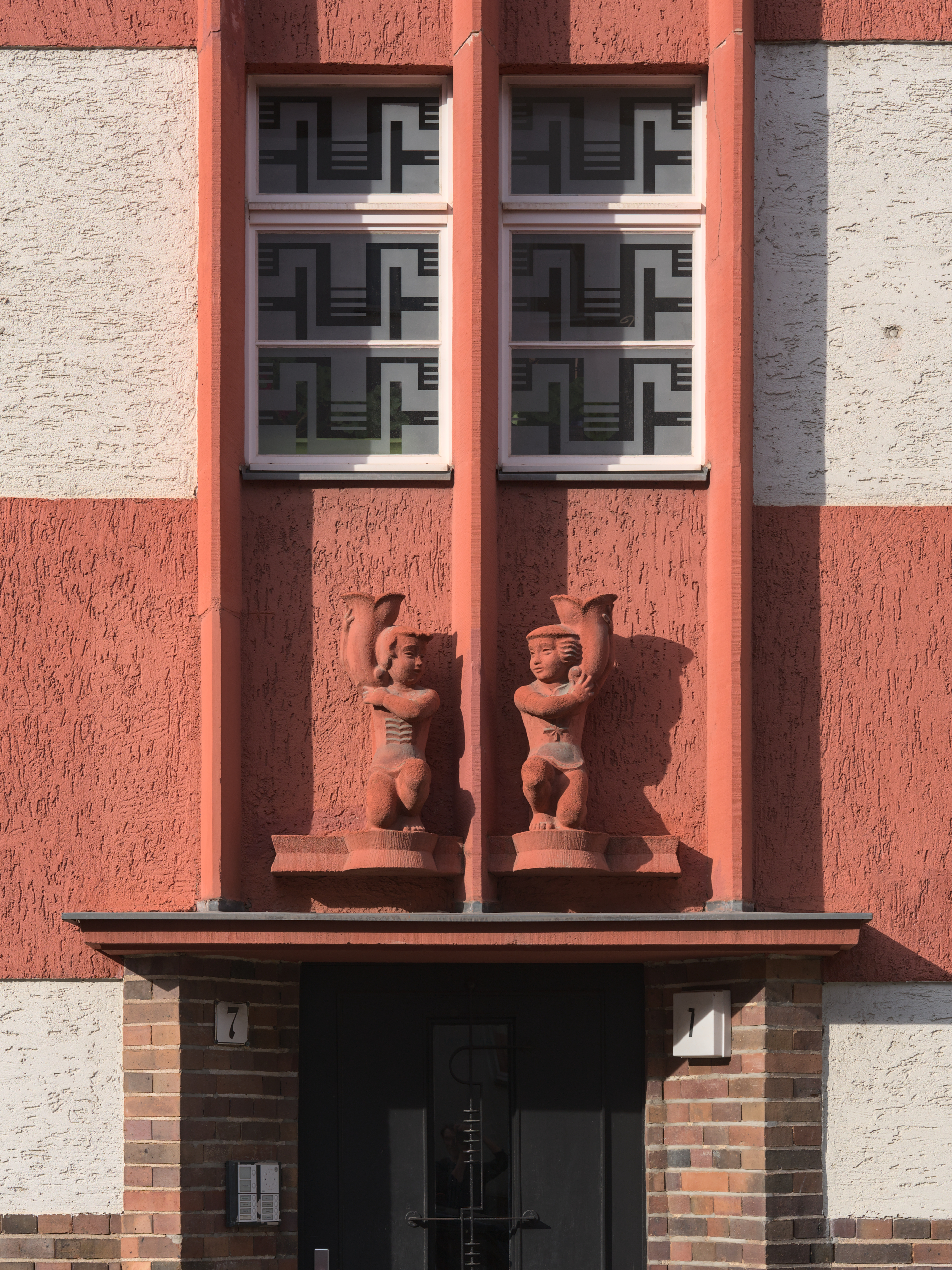
Mietshauseingang in Leipzig

Für die meisten Architekten war der Expressionismus eine recht kurze, aber intensive Phase in ihrem Schaffen. Das gilt z. B. für Hans Poelzig, der sich später der Neuen Sachlichkeit zuwandte. Von ihm stammt u. a. der Umbau des Großen Schauspielhauses in Berlin (1918–1919). Besonders die tropfsteinartige Innenarchitektur wurde berühmt.
1920–1921 errichtete Erich Mendelsohn einen der berühmtesten expressionistischen Bauten: den Einsteinturm in Potsdam-Babelsberg.
Einige Projekte des Bauhauses, wie das „Haus Sommerfeld“ in Berlin von Walter Gropius und Adolf Meyer, waren 1920 noch expressionistisch geprägt. Das Haus war als expressionistisches Gesamtkunstwerk geplant. Dementsprechend arbeiteten Gropius und Meyer eng mit dem Holzkünstler Jost Schmidt und mit Josef Albers, der die farbigen Glasfenster schuf, zusammen.
Von Fritz Höger stammen das 1922–1924 gebaute Chilehaus in Hamburg und das Anzeiger-Hochhaus in Hannover von 1927 bis 1928.
Bernhard Hoetger arbeitete als Bildhauer in Worpswede und schuf bis 1931 die berühmte Böttcherstraße in Bremen.
Auch Hans Scharoun hatte sich nach dem Ersten Weltkrieg dem expressionistischen Architektenkreis Gläserne Kette von Bruno Taut angeschlossen und 1926 trat er der Architektenvereinigung Der Ring bei. Seine späteren Bauten, wie die berühmte Philharmonie in Berlin (1956–1963), die dem organischen Bauen zugerechnet werden, lassen Scharouns expressionistische Vergangenheit noch erkennen.
Der Architekt Gottfried Böhm schuf in den 1960er Jahren viele Kirchenbauten, welche durch ihre Plastizität und den vorwiegend benutzten Baustoff Beton expressiven Ausdruck haben. Ebenso entstanden in dieser Zeit durch verschiedene Künstler neue Ansätze beim Bau von Waldorfschulen, die starke expressive Elemente aufweisen.
Weitere expressionistische Architektur oder Bauwerke mit expressionistischen Anklängen:
- Volkshaus Rotthausen und Hans-Sachs-Haus in Gelsenkirchen (beide Alfred Fischer, 1920–1921 bzw. 1924–1927)
- Gymnasium St. Paulusheim in Bruchsal (Hans Herkommer, 1921–1923)
- Hauptbahnhof Königsberg/Ostpreußen (1923)
- Hutfabrik Friedrich Steinberg, Herrmann & Co. in Luckenwalde (Erich Mendelsohn, 1921–1923)
- Strumpffabrik M. S. Esche in Chemnitz (Emil Ebert, 1923)
- Technisches Verwaltungsgebäude der Hoechst AG in Frankfurt-Höchst, 1921–1924 von Peter Behrens
- Wohnhaus Schuster, genannt Haus Wylerberg, bei Kleve von Otto Bartning (1924)
- Borsigturm in Berlin-Tegel, 1922–1925 von Eugen Schmohl
- Cammann-Hochhaus in Chemnitz, 1923–1926 von Willy Schönfeld
- Lagerhaus Emden in Chemnitz (Glockenstraße), 1926 von Hans und Oskar Gerson
- Textilfabrik Sigmund Goeritz AG in Chemnitz, 1926 (Poelzig)
- Verwaltungsgebäude der Firma Hans Bernstein in Chemnitz (Zwickauer Straße), 1926 von August Kornfeld und Karl Johann Benirschke
- Wohnsiedlungen an der Zeppelinstraße und Adamstraße in Berlin-Spandau, 1923–1927 von Richard Ermisch
- Elefantenhaus, Freiflugvolieren, Bärenburg und weitere im Zoo Leipzig, 1924–1929, sowie Wohnensemble an der Lößniger Straße (1925), Leipzig, von Carl James Bühring
- Konsumzentrale in Leipzig, 1930–33 von Fritz Höger
- Wasserturm für die Braunkohlen- und Dachsteinwerke Zeipau in Zeipau (Niederschlesien) (Szczepanów, Gemeinde Iłowa, Polen) von Otto Bartning (1925)
- Agnespost in München, 1925 bis 1926 Robert Vorhoelzer und Franz Holzhammer
- Kleinwohnungsanlage Sankt Johannis in Nürnberg, 1925 bis 1927 Karl Sorg
- Ullsteinhaus in Berlin-Tempelhof, 1925–1927 von Eugen Schmohl
- Industrieschule in Chemnitz (Annenstraße), 1928 von Friedrich Wagner-Poltrock
- Martin-Luther-Kirche (Ulm) durch Theodor Veil, 1926–1928, Zinglerstraße
- Fabrik Schubert&Salzer durch Erich Basarke, 1926–1927, Annabergerstraße, Chemnitz
- Turm der katholischen Pfarrkirche St. Joseph und Medardus in Lüdenscheid, 1927–1929
- Die katholische Pfarrkirche St. Ulrich in Geislingen (Zollernalbkreis) 1928
- Kapelle des Friedhofs der ev. Kirchengemeinde in Glienicke/Nordbahn, 1928 von Paul Poser
- Pallottinerkirche St. Johannes der Täufer (Freising), 1928–1930 von Jan Hubert Pinand
- Die Evangelische Kreuzkirche in Dortmund-Berghofen, 1929 von L.Behrens
- Rathaus (1930 fertiggestellt) und Hauptbahnhof in Oberhausen
- Villa Scheid mit denkmalgeschützter Parkanlage, 1931–1933 von Otto Scheid
- Umgebauter alter Bahnhof Stuttgart, Bolzstraße
- Oberpostdirektion Stuttgart, Lautenschlagerstraße
- Heilig-Kreuz-Kirche in Gelsenkirchen-Ückendorf von Josef Franke
- Evangelische Kreuzkirche in Berlin-Schmargendorf
- „Bastei“ in Köln am Rheinufer
- Kirche St. Bonifatius in Frankfurt-Sachsenhausen
- Die Friedenskirche in Frankfurt-Gallus
- Der Künstlerhaus Mousonturm in Frankfurt-Ostend
- Das Salamander-Areal in Kornwestheim
- Die katholische Kirche St. Johann Baptist in Neu-Ulm, umgebaut von 1922 bis 1926 durch Dominikus Böhm

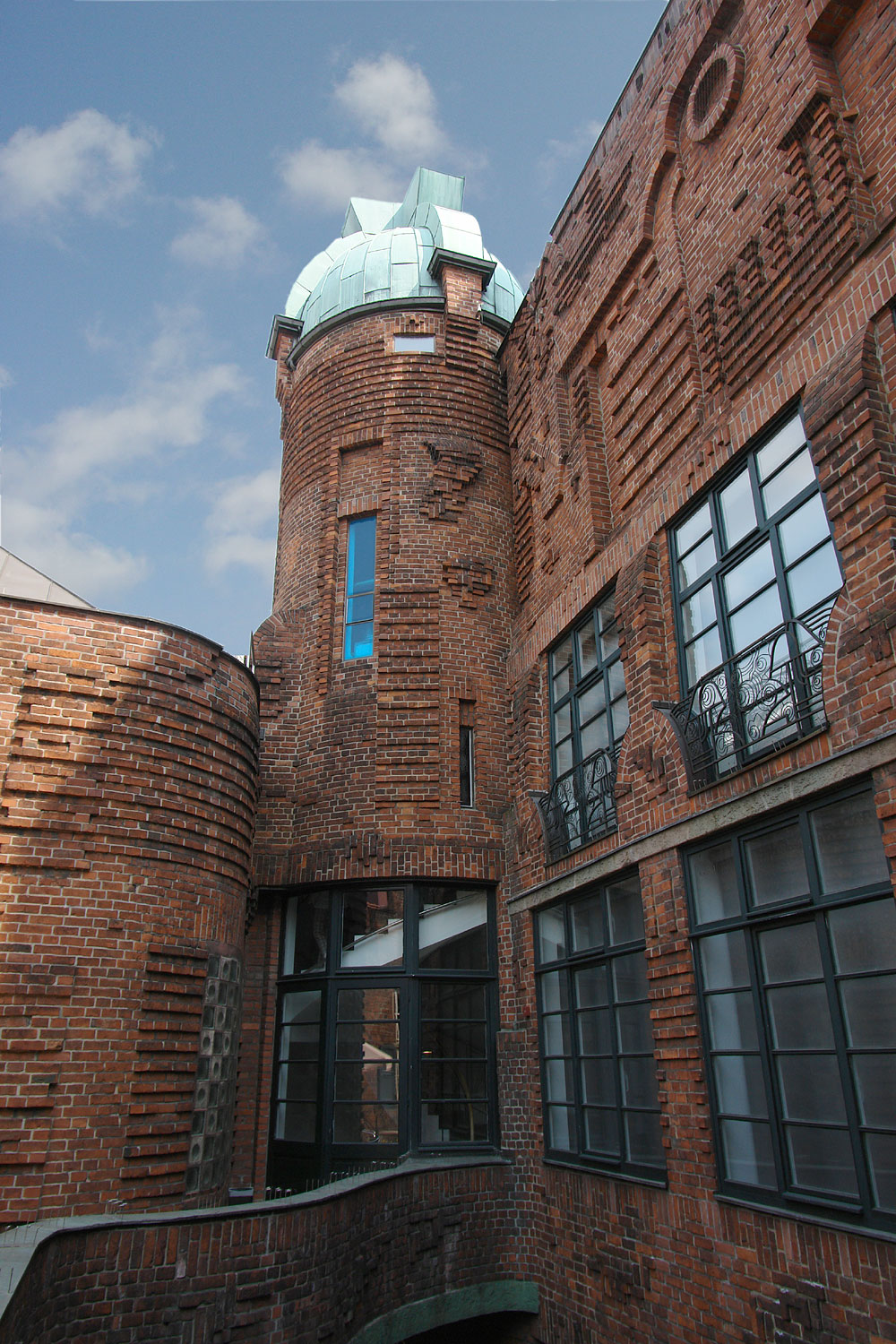
Böttcherstraße in Bremen
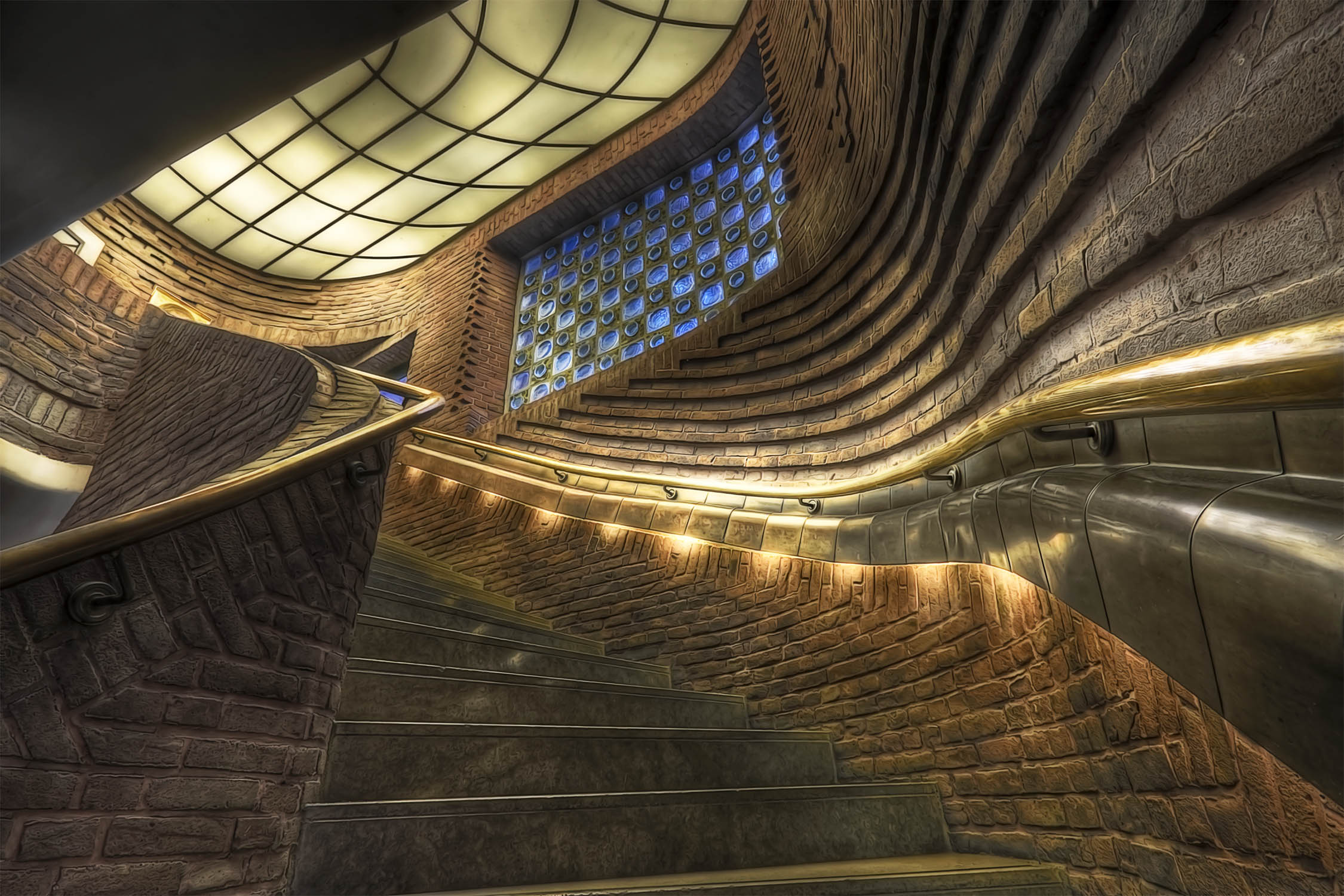
Im Modersohn-Becker-Museum, Bremen
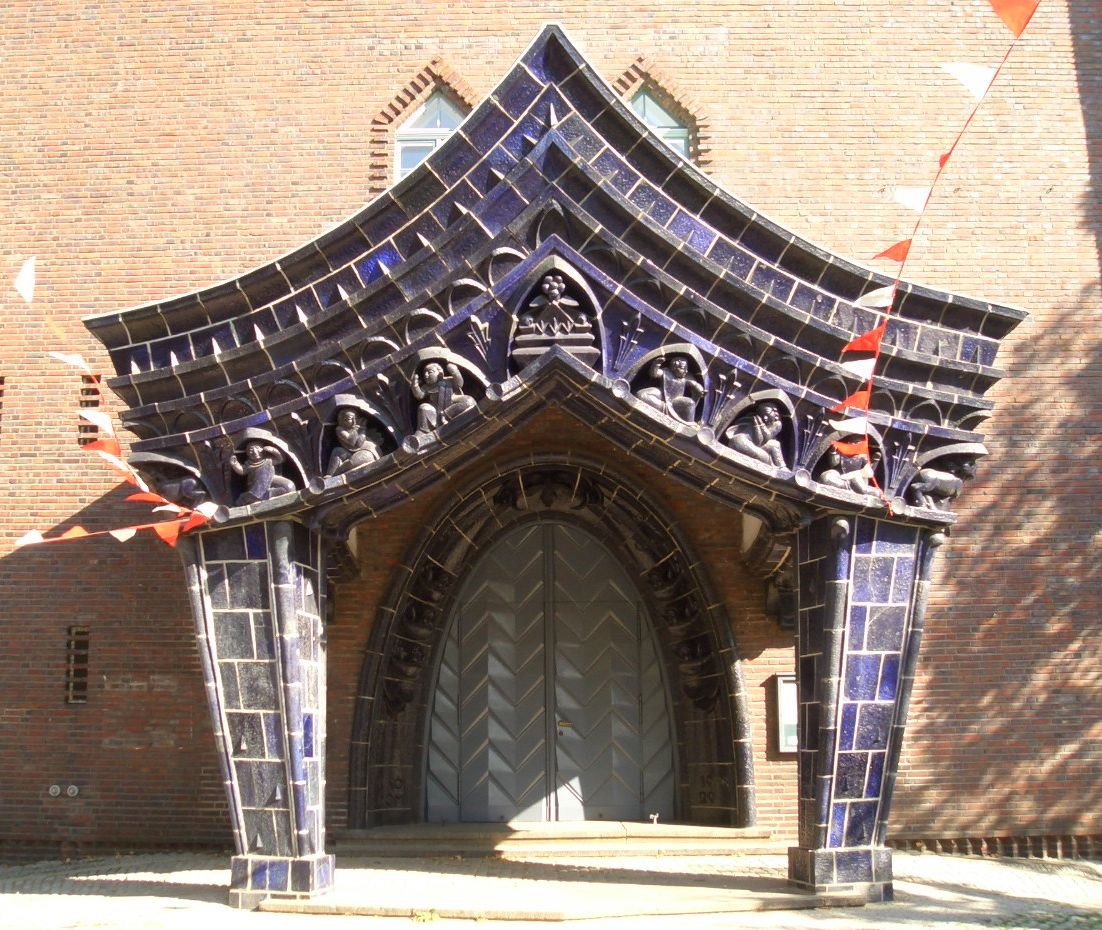
Kreuzkirche in Berlin-Schmargendorf
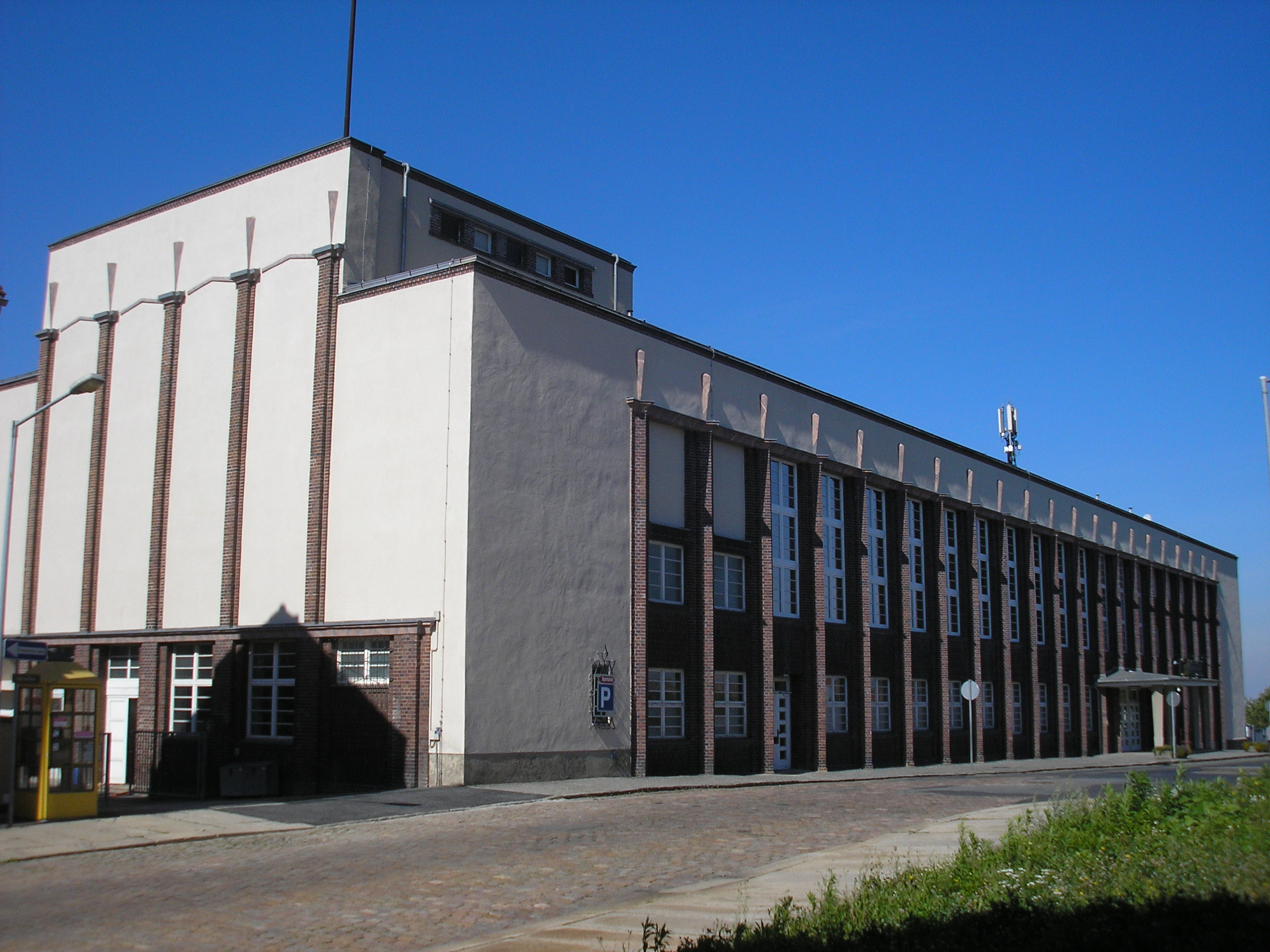
Stadthalle Meerane
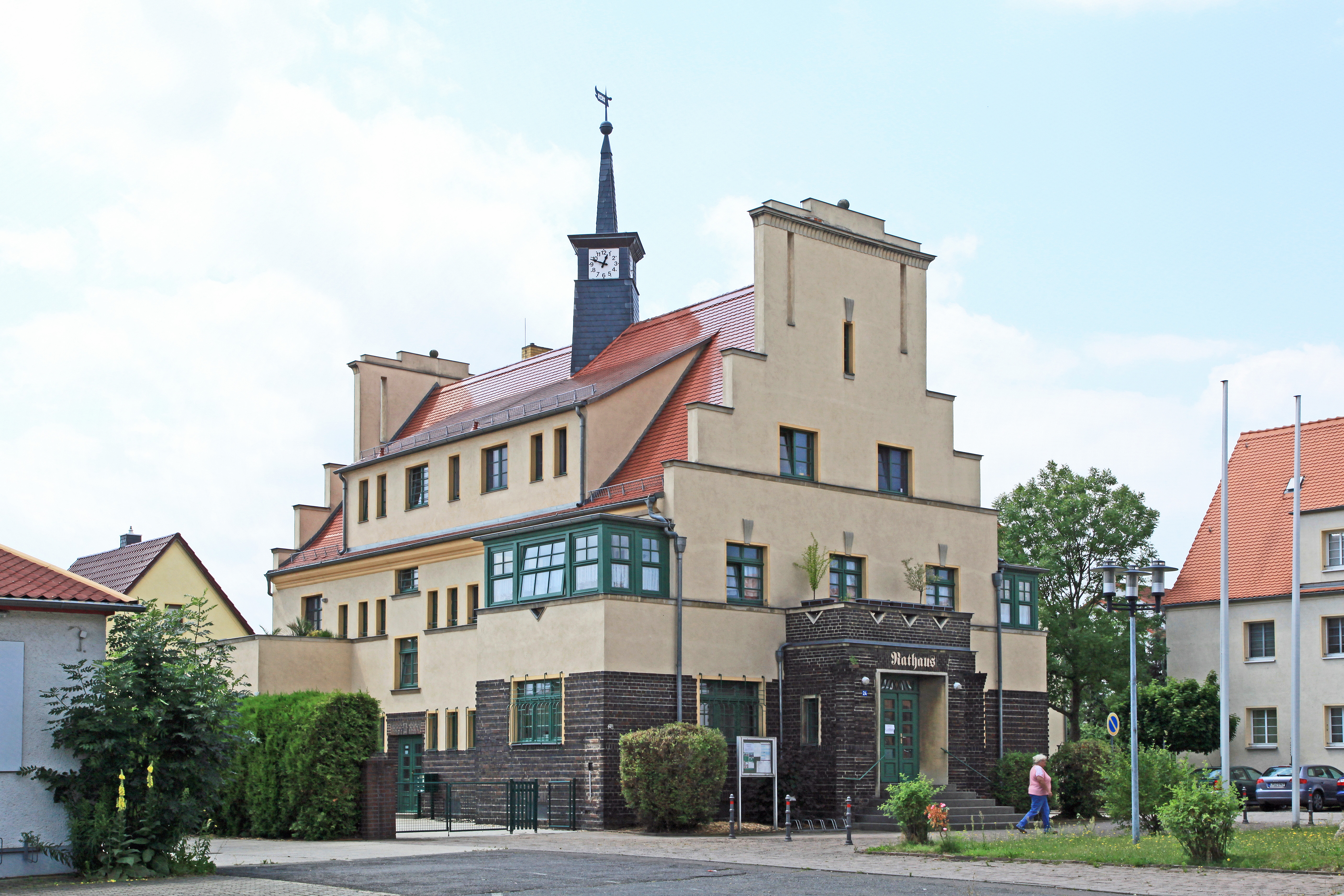
Rathaus Rückmarsdorf
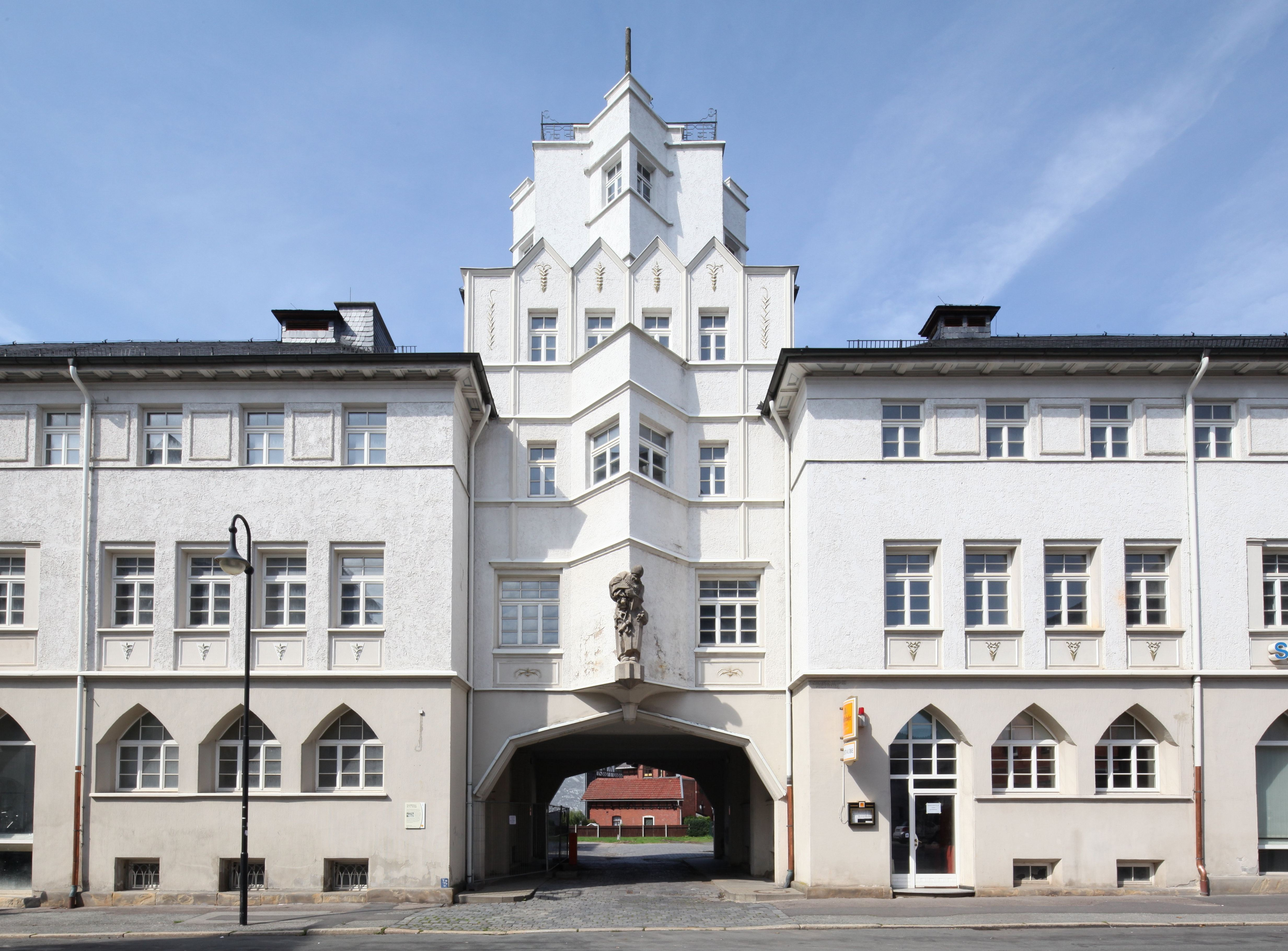
Ehem. Geschäftshaus Kresge in Sonneberg

### Außerhalb Deutschlands

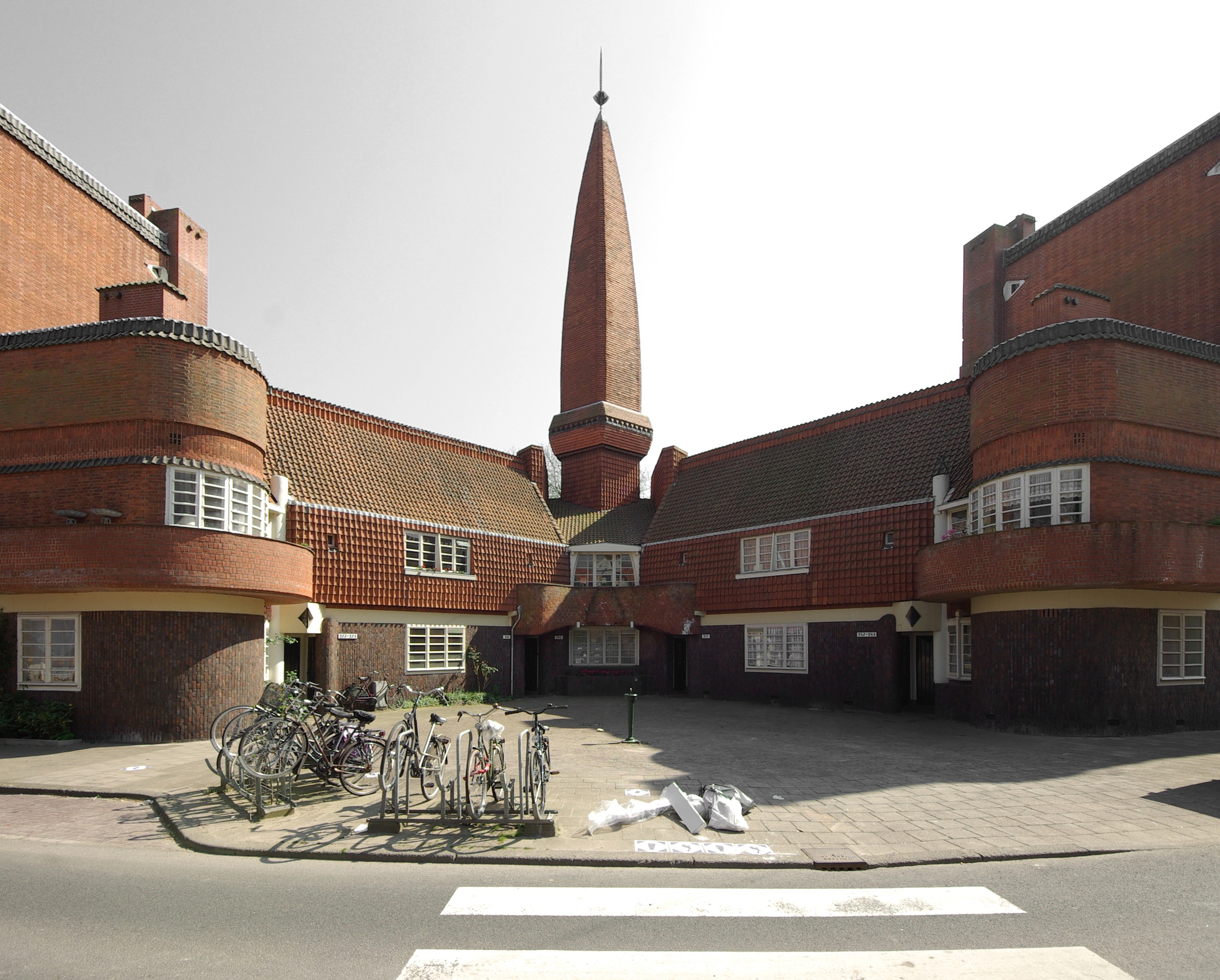
Het Schip in Amsterdam, Niederlande, 1917–1920 (Michel de Klerk), Amsterdamer Schule

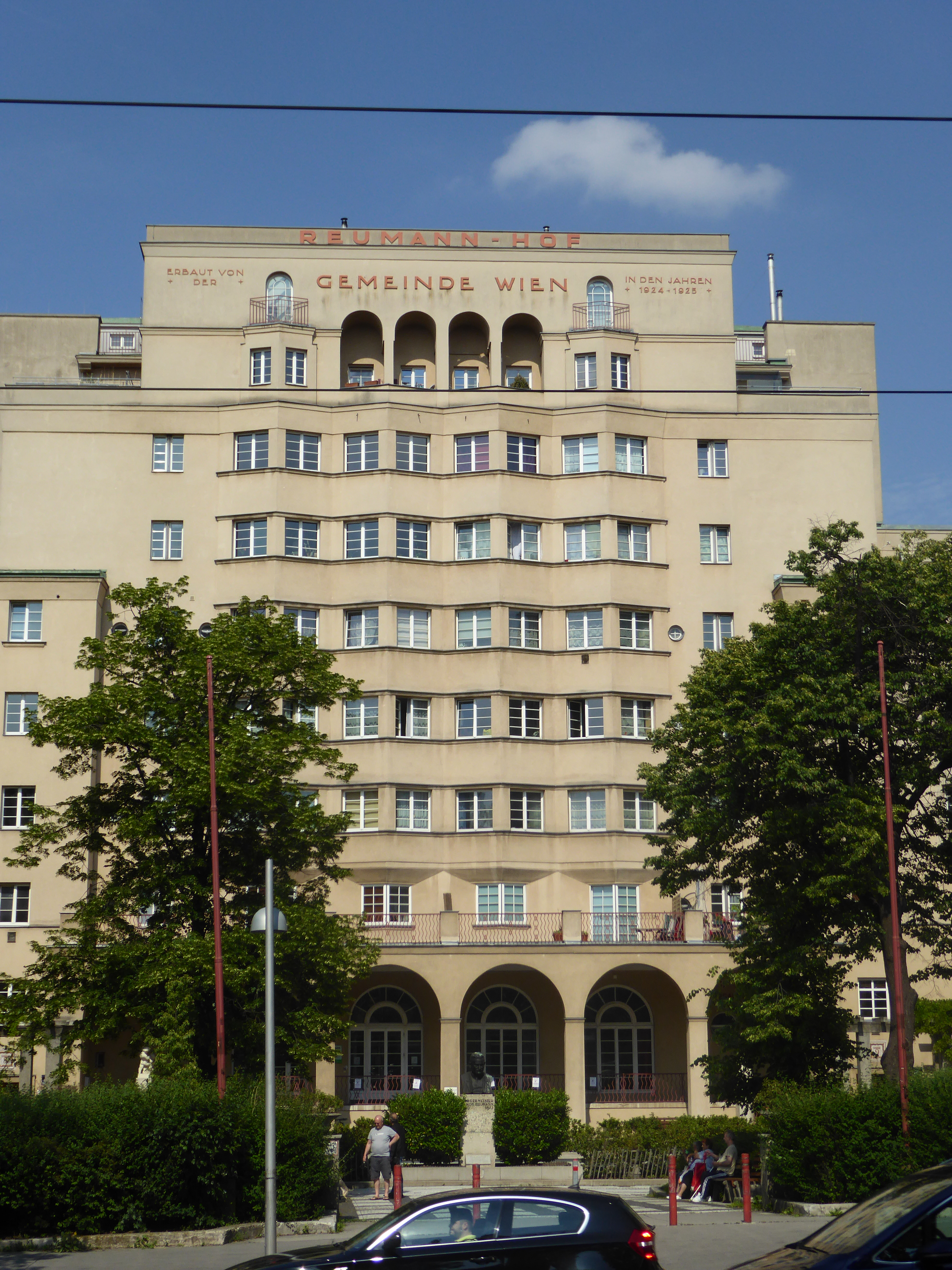
Reumannhof, ein Gemeindebau in Wien (1924–1926)

In Wrocław/Breslau, heute Polen, das Backsteinexpressionistische Postscheckamt Breslau, entworfen vom Regierungsbaumeister und späteren Postbaurat Lothar Neumann (1891–1963), mit keramischen Reliefs von Felix Kupsch, gebaut von Huta Hoch- und Tiefbau, 1926–1929
Außerhalb Deutschlands war die Amsterdamer Schule mit Michel de Klerk (Het Schip) von Bedeutung.
Auch der anthroposophische Bau des Goetheanum in Dornach (Schweiz), das 1924–1928 nach einem Entwurf von Rudolf Steiner errichtet wurde, weist sehr starke Bezüge zum Expressionismus auf.
Die römisch-katholische Marienkirche in Biel, errichtet 1927–1929 (Architekt Adolf Gaudy), ist eine der wenigen Schweizer Kirchenbauten im Stil des Expressionismus.
Viele der frühen Gemeindebauten in Wien (die kommunale Bautätigkeit setzte 1922 ein) weisen Details auf, die in Richtung Expressionismus weisen, so etwa eine gewisse Vorliebe für gezackte Formen.
Die Grundtvigskirche in Kopenhagen und die Hallgrímskirkja in Reykjavík sind Beispiele für vom Expressionismus beeinflusste Sakralgebäude.
In Tallinn befinden sich beispielsweise das neue Rathaus (Tallinna Linnavalitsus) sowie das Sakala-Haus.

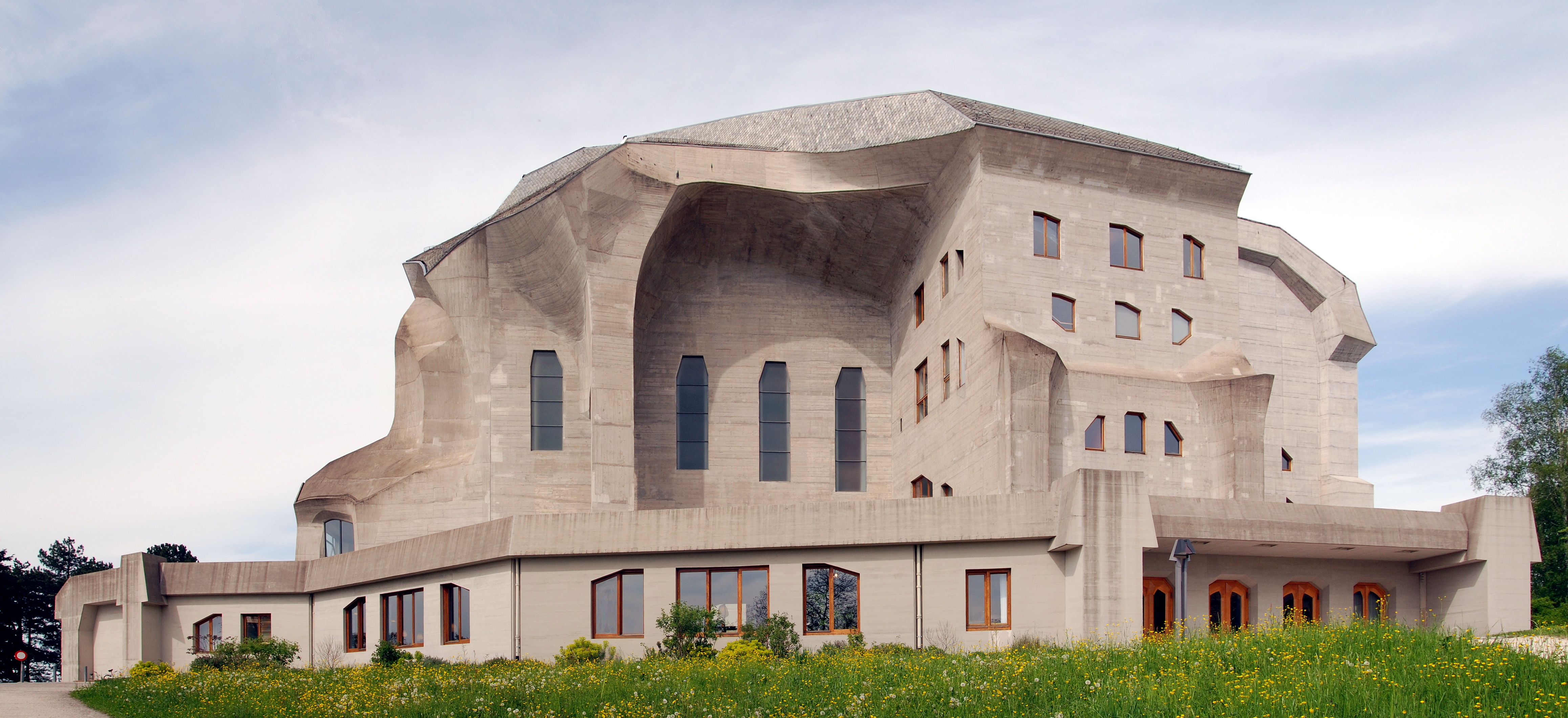
Goetheanum in Dornach (Kanton Solothurn), Schweiz
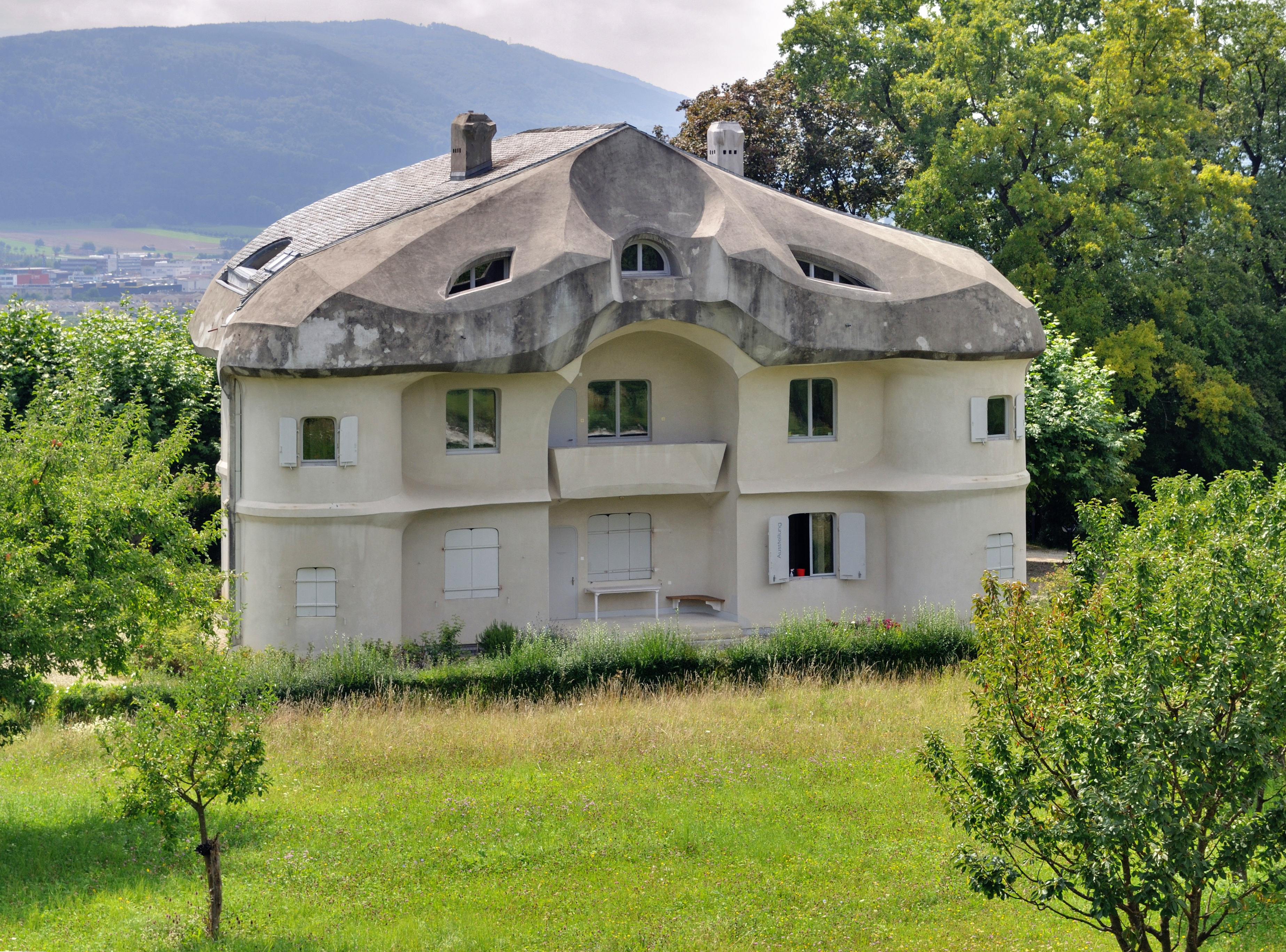
Haus Duldeck in Dornach (Kanton Solothurn), Schweiz
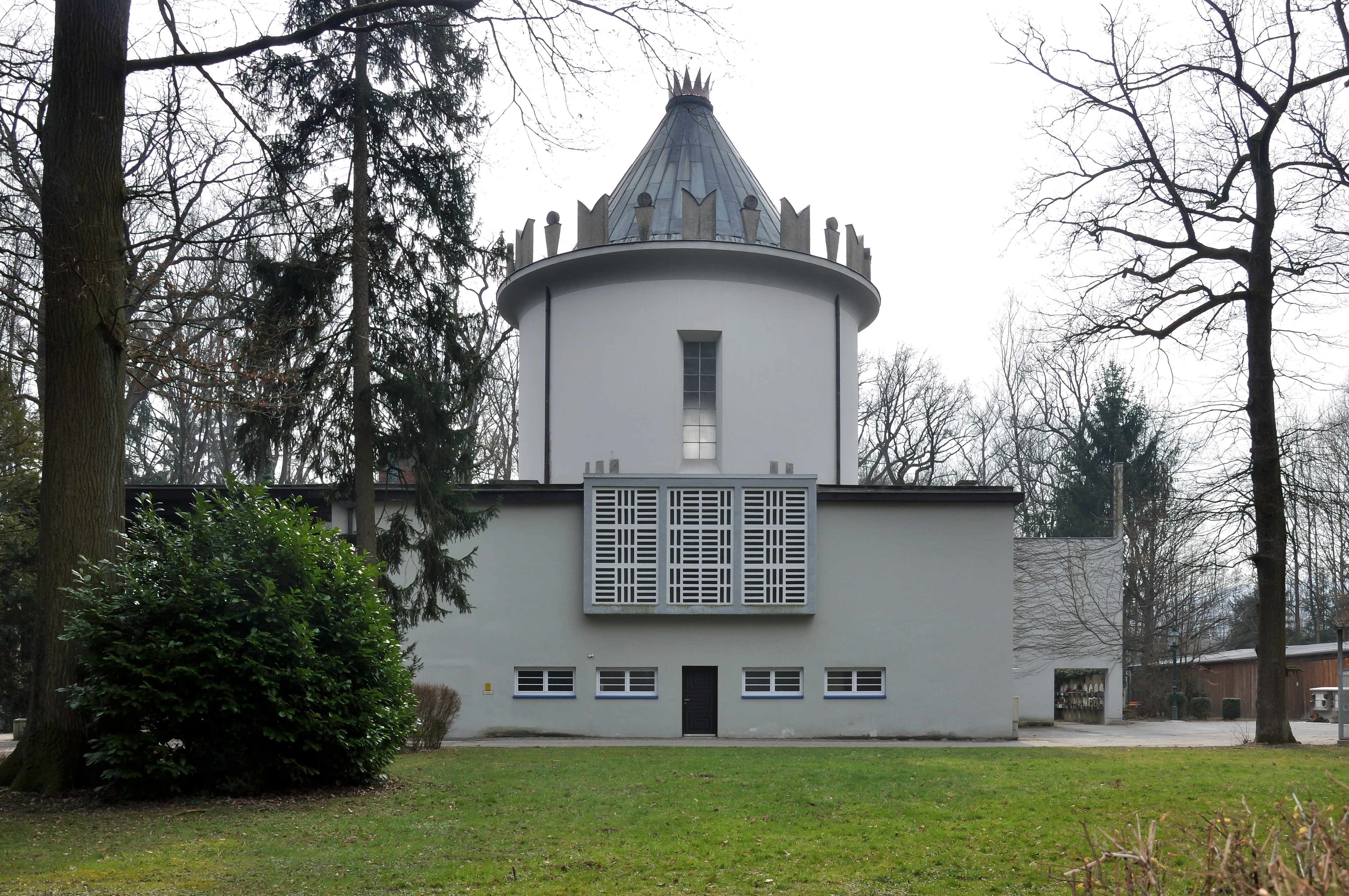
Schulte-Bau mit expressionistischen Elementen, Urnenhain Linz, Österreich
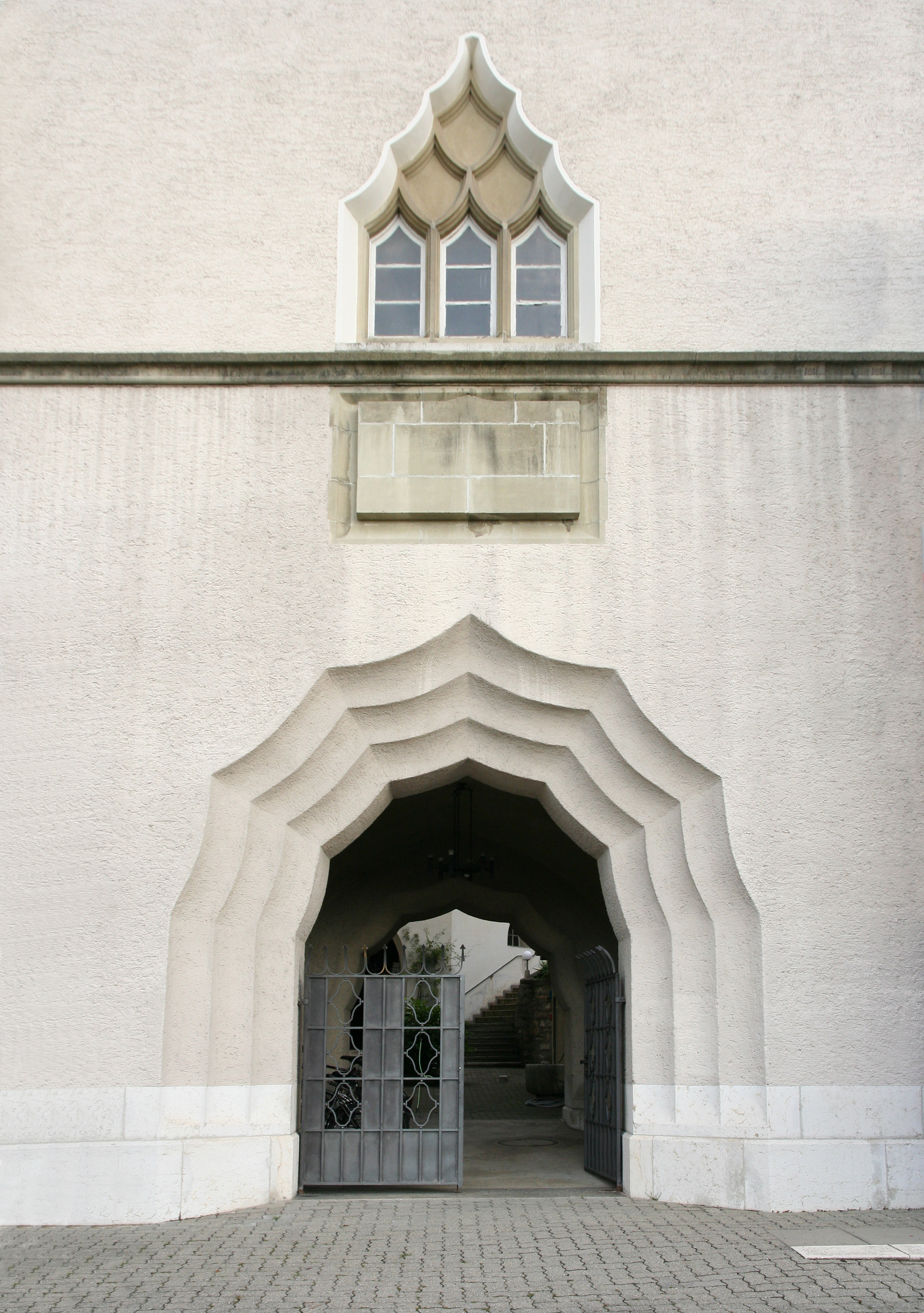
Torbogen der Marienkirche in Biel, 1927, Adolf Gaudy